# Cordelia
Cordelia este un prenume feminin. El a fost purtat de către eroina tragică din piesa de teatru Regele Lear (1606) a lui William Shakespeare, fiind personaj inspirat din regina legendară Cordeilla. Numele este de origine necunoscută. El este asociat în mod popular cu latinescul cor (genitiv cordis) „inimă”, și a fost de asemenea relaționat cu numele galez Creiddylad, care ar însemna „giuvaierul mării”, dar ar putea deriva și din cuvântul francez coeur de lion „inimă de leu”.

## Persoane
- Cordelia Botkin, o criminală americană
- Cordelia a Britaniei, regină legendară a britonilor, fiica cea mică a regelui Leir
- Cordelia Bugeja, actriță britanică
- Cordelia de Castellane,[2] designer francez
- Cordelia Fine, scriitoare și psiholoagă britanică
- Cordelia Agnes Greene, medic din secolul al XIX-lea și filantroapă din nordul statului New York[3]
- Cordelia Harvey, soția lui Louis Harvey, guvernatorul statului Wisconsin, cunoscută pentru fondarea unor orfelinate în timpul Războiului Civil și pentru organizarea unor spitale de război
- Cordelia Hawkins, eponimă a orașului american Cordele, Georgia
- Cordelia Knott, soția lui Walter Knott și fondatoare a Mrs. Knott 's Chicken Dinner Restaurant de la Knott's Berry Farm
- Cordelia Scaife May, filantroapă
- Cordelia Mendoza, anticar american
- Cordelia Strube, dramaturgă și romancieră canadiană
- Cordelia Wilson, pictoruță a peisajelor din New Mexico și din sud-vestul Americii

### În ficțiune
- Cordelia (Regele Lear), personaj principal din tragedia Regele Lear a lui William Shakespeare, inspirată din povestea regelui Leir
- O anglicizare a lui Creiddylad, numele unui personaj din mitologia galeză
- Cordelia Abbott, personaj din telenovela Tânăr și neliniștit
- Cordelia Blake, personaj titular din romanul Cordelia (publicat în 1949) al lui Winston Graham
- Cordelia Chase, personaj din serialele de televiziune Buffy, spaima vampirilor și Angel
- Cordelia Flakk, personajul din romanul Lost in a Good Book al lui Jasper Fforde
- Lady Cordelia Flyte, în Brideshead Revisited (1945) de Evelyn Waugh
- Cordelia Gray, în două cărți de P. D. James
- Cordelia Naismith, în romanele din Saga Vorkosigan a lui Lois McMaster Bujold
- Cordelia Ransom, în romanele Honorverse ale lui David Weber
- Personajul principal al povestirii „Cordelia the Crude” de Wallace Thurman
- Cordelia Frost, personaj din benzile desenate MARVEL Emma Frost, sora Emmei.
- Cordelia este un film canadian din 1980 cu Louise Portal despre viața reală a Cordeliei Corriveau, care a fost spânzurată în 1763 în Saint-Vallier, Québec, după ce a fost condamnată la moarte pentru uciderea soțului ei. Ea a fost, după moarte, expusă într-o cușcă de fier la o răscruce de drumuri.
- Cordelia Scott, un film din 2011 intitulat și Monte Carlo, cu Selena Gomez în rolul principal
- Cordelia Foxx, personaj din American Horror Story: Coven

#### Muzică
- „Cordelia”, piesă muzicală compusă de Gordon Downie din formația The Tragically Hip și inclusă pe albumul Road Apples (1991)
- Numele unui album solo al artistului post-metal Ethan Kotel

#### Anime
- Cordelia Capulet, personaj anime japonez din Romeo x Juliet
- Cordelia Gallo, personaj anime japonez din Gosick
- Cordelia Glauca, personaj anime japonez din Tantei Opera Milky Holmes
- Cordelia, personaj anime japonez din Diabolik Lovers